# Rito gallicano

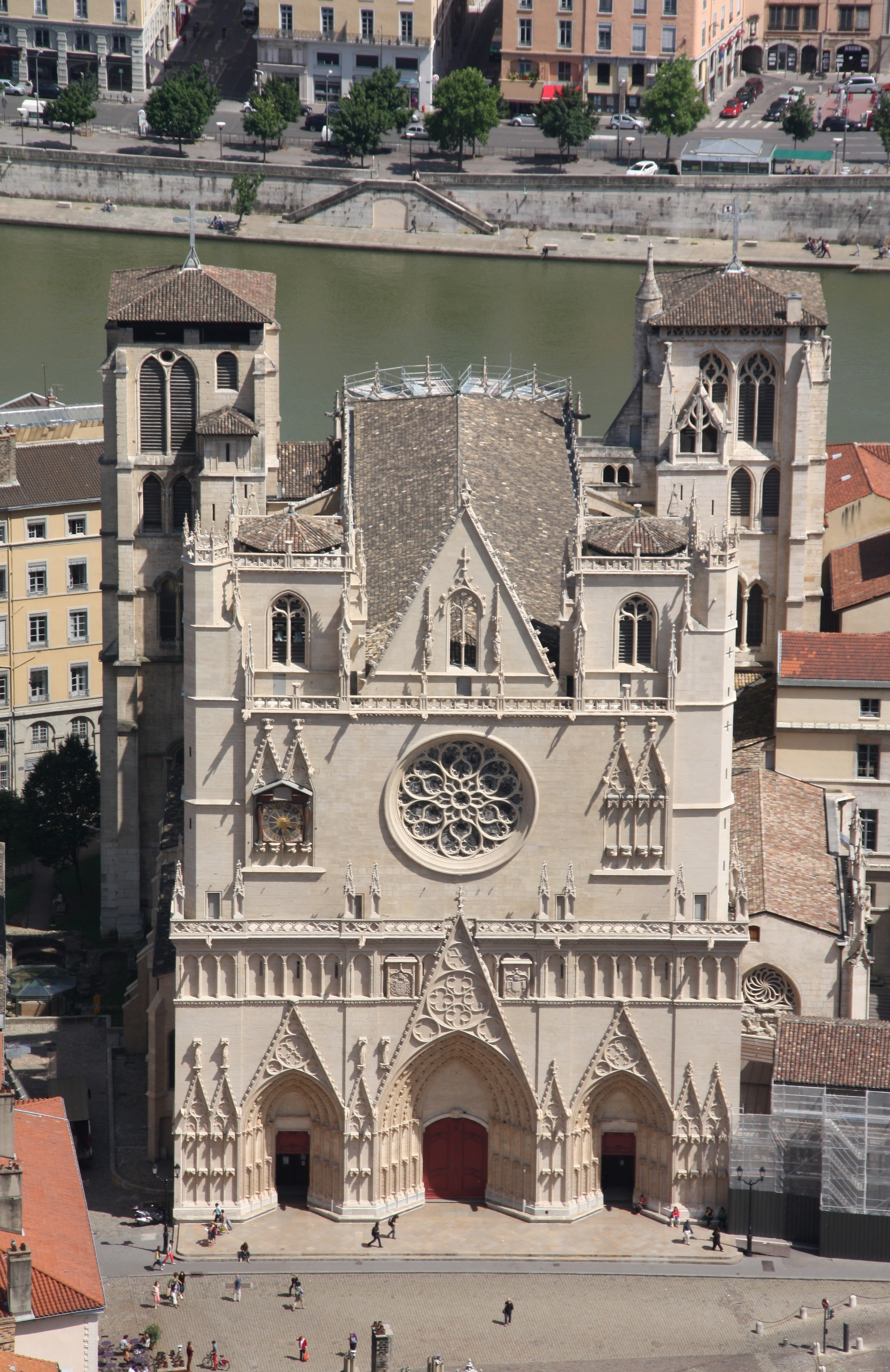
La cattedrale di Lione, sede del Primate delle Gallie. Nelle celebrazioni della cattedrale si osservano alcuni usi del rito lionese, di matrice romano-gallicana.

Per "rito gallicano" si intende, propriamente parlando, il complesso, non omogeneo, delle tradizioni liturgiche in uso nelle diocesi dell'Occidente latino, ed in particolare nell'area franco-spagnola, prima di Carlomagno. Nell'età carolingia si assistette alla sostituzione di questi riti con quelli romani, tuttavia nel corso di questa generale rielaborazione alcuni elementi dell'usus antiquior delle Gallie approdarono nei nuovi messali, dando vita ad una sorta di liturgia romano-franca, ovvero ad una liturgia romana "gallicanizzata".
Nella prassi l'espressione di "rito gallicano" risulta impiegata in modo ambiguo, solendo riferirsi tanto al rito gallicano primigenio (pre-carolingio), quanto alle liturgie romane rielaborate in ambito culturale carolingio e alle loro continuazioni successive in terra di Francia, alcune delle quali sopravvivono ancora oggi ma che hanno, in realtà, poco in comune con il rito gallicano vero e proprio.

## Il rito gallicano antico
Non è ancora stata chiarita l'origine di questa tradizione liturgica molto diffusa nell'Europa occidentale. Secondo le due ipotesi maggiori sarebbe sorta verso il VI secolo nel sud della Gallia, quale espressione di quella autonomia e creatività ecclesiale che caratterizza le comunità ecclesiali di quell'epoca: le due ipotesi differiscono nel localizzare il principale centro di diffusione delle innovazioni, che per alcuni sarebbe l'arcidiocesi di Lione (dove si conservano tracce di questi riti nelle forme dell'uso lionese), mentre secondo altri, che si appoggiano all'opinione di Louis Duchesne, sarebbe l'arcidiocesi di Milano (che ha conservato fino ai giorni nostri le peculiarità del rito ambrosiano) ad aver informato questi riti.
Una terza ipotesi sostiene invece che gli usi gallicani siano derivati dagli usi dei cristiani di Roma dei primissimi secoli, giunti nelle Gallie in un momento storico caratterizzato ancora da una grande fluidità delle pratiche liturgiche; in seguito, al tempo di papa Damaso (366-384), i riti dell'Urbe sarebbero stati riformati, mentre oltralpe si continuarono ad utilizzare le forme precedenti e, talvolta, a produrre innovazioni. Le riforme romane si sarebbero indi diffuse a Milano, che ne avrebbe accolte solo alcune, ma avrebbero atteso almeno cinquecento anni, secondo questa terza narrazione, per imporsi definitivamente nell'uso in Francia e in Spagna, dove, nei primi secoli del basso medioevo, l'assenza di un potere centrale favoriva talvolta la fedeltà agli usi antichi, talvolta lo sviluppo di specificità locali, in una situazione definita di semi-anarchia liturgica.

Per comprendere le condizioni storiche della nascita dei riti gallicani come "famiglia liturgica", va ricordato dunque che nei primissimi secoli dell'era cristiana prevaleva una sorta di "improvvisazione liturgica". In Oriente nel IV secolo e a Roma nel V secolo avvennero grandi cambiamenti, che trassero forza dalla produzione su vasta scala di libri liturgici e di testi eucologici per l'amministrazione dei sacramenti. Questa uniformazione, nella quale si ravvidero anche i segni di un'esplosione della creatività eucologica resa possibile dalla disponibilità di testi sicuri di partenza, suscitò un senso di emulazione in tutto l'Occidente, e provocò la formazione delle prime scuole eucologiche della Gallia e della Spagna, inizialmente unite politicamente dal Regno visigoto. 

Regno dei Visigoti sotto Alarico II (484-507)

Non fu però intenzione dei cattolici di queste due regioni quella di rinunciare al loro patrimonio liturgico, ed essi diedero pertanto vita ad un sistema piuttosto diverso da quello romano. La diversità della liturgia gallicana da quella romana è purtroppo non ben conosciuta, per via della scarsità di fonti dirette, perse in conseguenza della riforma carolingia; si può però affermare che la prima è animata da uno spirito di solennità maggiore, ed è molto più complessa nelle formule eucologiche e nei riti, rivestendo caratteri più prolissi e pomposi. Fonti importanti lo studio di questi riti sono il Missale Gothicum, che contiene un sacramentario copiato intorno all'anno 700 per una chiesa di Autun, il Missale Gallicanum Vetus, copia di origine simile, della Borgogna, databile a cavallo tra VII e VIII secolo, il Missale Bobiense, un codice dell'inizio dell'VIII secolo originario dell'area di Besançon, che comprende un sacramentario episcopale e un lezionario e attesta la diffusione del canone romano, il lezionario di Luxeuil, il Sacramentario di Gellone, copiato verso il 790 nella regione di Meaux, le Messe di Mone, libellus del VII secolo che comprende sette messe in un codice palinsesto scoperto da Franz Josef Mone, i sacramentari palinsesti di Milano e di Monaco e il Sacramentario gelasiano.
Si attribuisce a san Germano di Parigi un'Expositio missae Gallicanae che rappresenta una descrizione della forma tardiva verso la fine del VII secolo. Nella sua struttura la liturgia gallicana è avvicinabile alla liturgia celtica, ambrosiana e a quella visigota (con cui c'è la continuazione nei secoli nella liturgia mozarabica, che conosce una grande preghiera sacerdotale e delle parti mobili). La particolarità maggiore, che assimila i riti gallicani primitivi al solo rito ispanico o mozarabico, è che essi compongono la prece eucaristica con testi eucologici variabili, compresi tra quelli che precedono e seguono immediatamente il racconto dell'istituzione: forse una manifestazione della creatività compositiva delle prime scuole eucologiche franco-spagnole.

Il rito gallicano non giunse però mai ad uno stadio di completa uniformità liturgica, e questo ne segnò forse il destino. Frequenti concili a Vannes (465), Agde (506), Vaison (529), Tours (567), Auxerre (578), e Mâcon (581, 623) cercarono, senza successo, di regolare la materia, ma sempre più spesso ci si rivolgeva a Roma per ottenere chiarimenti, innescando un'inevitabile romanizzazione del neonato rito gallicano.

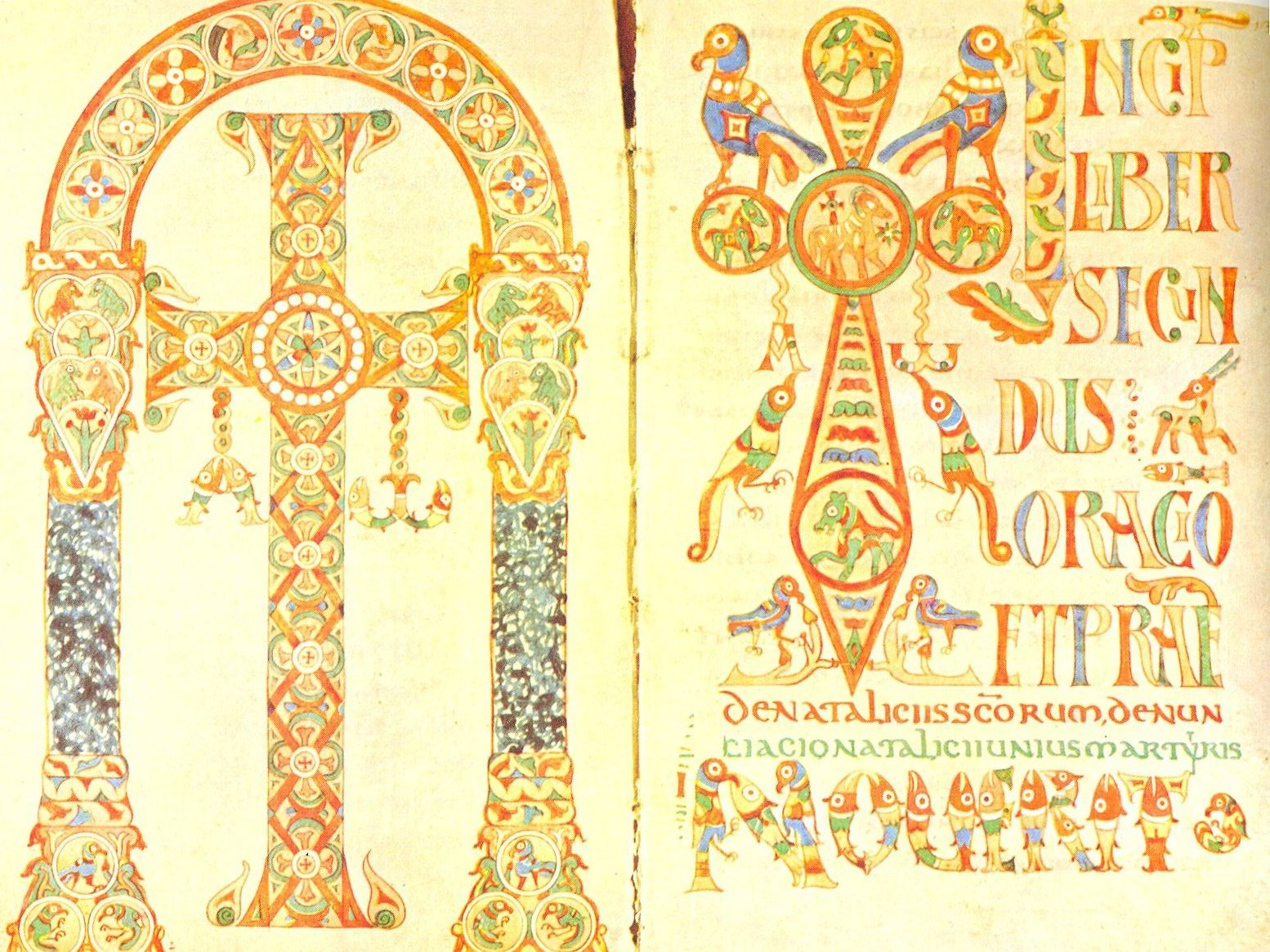
Frontespizio e incipit del Sacramentarium Gelasianum, redatto nell'area di Parigi intorno al 750 e contenente elementi sia gallicani sia romani, in contaminazione. Oggi è custodito nella Biblioteca apostolica Vaticana.

La spinta alla romanizzazione fu dunque una costante presente quasi da subito nello sviluppo del rito gallicano, i cui messali già al tempo dei Merovingi dovevano contenere tracce di elementi romani. Nel 789 Pipino il Breve ordinò per decreto che il canto romano sostituisse il canto gallicano. Carlomagno non fece quindi, con le sue riforme, che accelerare e suggellare un processo in corso, seppur non senza resistenze, ormai da due o tre secoli.
Quanto in fretta scomparve il rito gallicano è testimoniato dal fatto che, quando Carlo il Calvo volle, per curiosità, assistere ad una celebrazione secondo l'antica liturgia, dovettero essere chiamati alla corte franca dei preti dalla Spagna, dove, soltanto, si erano mantenute le passate usanze.
Oggi è forse proprio l'antico rito mozarabico, con cui si celebra giornalmente nella cattedrale di Toledo e in alcune chiese di Spagna (papa Giovanni Paolo II ne ha infatti concesso l'uso in tutto lo Stato spagnolo), l'erede più diretto dei riti gallicani, e il membro più divergente dall'uso romano della famiglia dei riti latini.
Un possibile Ordo Missae ricostruito, nelle sue rubriche, potrebbe essere stato: (1) Introitus; (2) (Collectio) post Prophetiam; (3) Lectio Prophetica; (4) Lectio Apostolica; (5) Responsorium ante Evangelum; (6) Evangelum; (7) Post Precem; (8) Sonum; (9) Laudes; (10) Praefatio Missae; (11) Collectio; (12) Ante Nomina; (13) Post Nomina; (14) Ad Pacem; (15) Contestatio o Immolatio; (16) Post Sanctus; (17) Post Pridie; (18) Confractorium?; (19) Ante Orationem Dominicam; (20) Post Orationem Dominicam; (22) Trecanum?; (23) Communio?; (24) Post Communionem; (25) Collectio o Consummatio Missae.

## I riti (romano) gallicani dopo l'età carolingia
Come detto, i riti detti gallicani che si praticarono successivamente all'età carolingia in Francia hanno poco a che vedere con l'antico rito gallicano, del quale conservano solo alcune tracce. Ad esempio il rito lionese, l'unico ancora vivo in Francia e usato per le celebrazioni in alcune chiese della città di Lione, è costituito principalmente da elementi romani del IX secolo, cui si aggiunsero in origine o in seguito elementi locali di matrice, ascendenza o ispirazione gallicana.
In Italia, sotto la dinastia degli Altavilla, un rito romano-gallicano fu introdotto anche nel Regno di Sicilia come liturgia ufficiale a partire dalla seconda metà dell'XI secolo e fino alla seconda metà del XVI secolo, quando il messale gallicano fu sostituito da quello romano. Una testimonianza importante di questo periodo storico è il Missale secundum consuetudinem Gallicorum et Messanensis Ecclesie, o Messale gallicano di Messina, un incunabolo del 1499 stampato a Venezia su richiesta esplicita dell'arcidiocesi di Messina e oggi conservato nella Biblioteca Agatina del Seminario di Catania..
Allo stesso modo, Carlo II d'Angiò tentò d'imporre la liturgia romano-gallicana, nelle forme del rito di Parigi, nella basilica di San Nicola di Bari, donando attorno al 1296 oggetti liturgici, paramenti sacri e libri ad usum parisiensem e richiedendo che l'Ufficio divino fosse recitato e cantato «secundum ordinem Parisiorum Ecclesiae per libros quos eidem Ecclesiae (S. Nicolai) dedimus»; la presenza di otto manoscritti liturgici romano-gallicani (sui ventitré donati dal Re) a Bari attesta questi tentativi.
La bolla papale Quo Primum tempore del 1570, in esecuzione dei decreti del Concilio di Trento, proscrisse l'uso di riti che avessero meno di 200 anni di anzianità. Nel 1717 Jean-Baptiste Le Brun des Marettes pubblicò Voyages Liturgiques de France, un'importante rassegna delle tradizioni liturgiche delle maggiori chiese ed abbazie del regno di Francia all'alba del XVIII secolo, dal quale emergono i tanti particolarismi ancora in uso.
Gli usi romano-gallicani, in effetti, sopravvissero alla bolla, a volte accentuati dai capitoli più vicini alle posizioni del gallicanesimo, i quali avevano interesse a dimostrare una continuità, storicamente poco accurata, tra gli antichi riti gallicani e i riti romano-gallicani (o neo-gallicani) da loro difesi. Le forme settecentesche di stampo neo-gallicano assunsero caratteri di manifestazioni di autonomismo e localismo, più che di una sincera espressione di fede, e le revisioni dei breviari e dei messali operate dai capitoli delle cattedrali di Francia, con particolare fervore tra gli anni Venti e Quaranta del XVIII secolo, risultavano perciò malviste dai Pontefici di Roma, tanto che Clemente XII sollecitò l'attivazione di commissioni inquisitoriali presso il Sant'Uffizio per vagliare l'opportunità di una loro possibile condanna, motivata con accuse di giansenismo.
Nel 1814, delle 60 diocesi francesi ristabilite con i concordati, 22 adottavano i libri liturgici romani, 20 i libri parigini e 18 altri libri diocesani. La situazione era confusa, perché in alcune diocesi, i cui confini erano stati adattati a quelli dipartimentali, vigevano più riti diversi. Nella diocesi di Beauvais erano in vigore 9 riti, 5 in quella di Langres. Alcuni diocesi reagirono a questa confusione o adottando il rito romano o il rito gallicano, ma anche pubblicando libri liturgici propri. Nel 1830 solo 12 cattedrali celebravano secondo i libri romani, mentre 68 adottavano libri liturgici propri.
L'abate Prosper Guéranger si batté nel corso del XIX secolo per contrastare queste tendenze, riducendo, con il favore degli ultramontanisti, ad usi marginali i riti romano-gallicani. L'ultima diocesi francese ad abbandonare il rito neo-gallicano praticatovi fu quella di Orléans, che adottò il rito romano nel 1874, mentre a Lione esso sopravvive, in parte, ancora oggi ed è adesso considerato un'espressione della ricchezza della diversità liturgica presente in seno alla Chiesa cattolica latina.

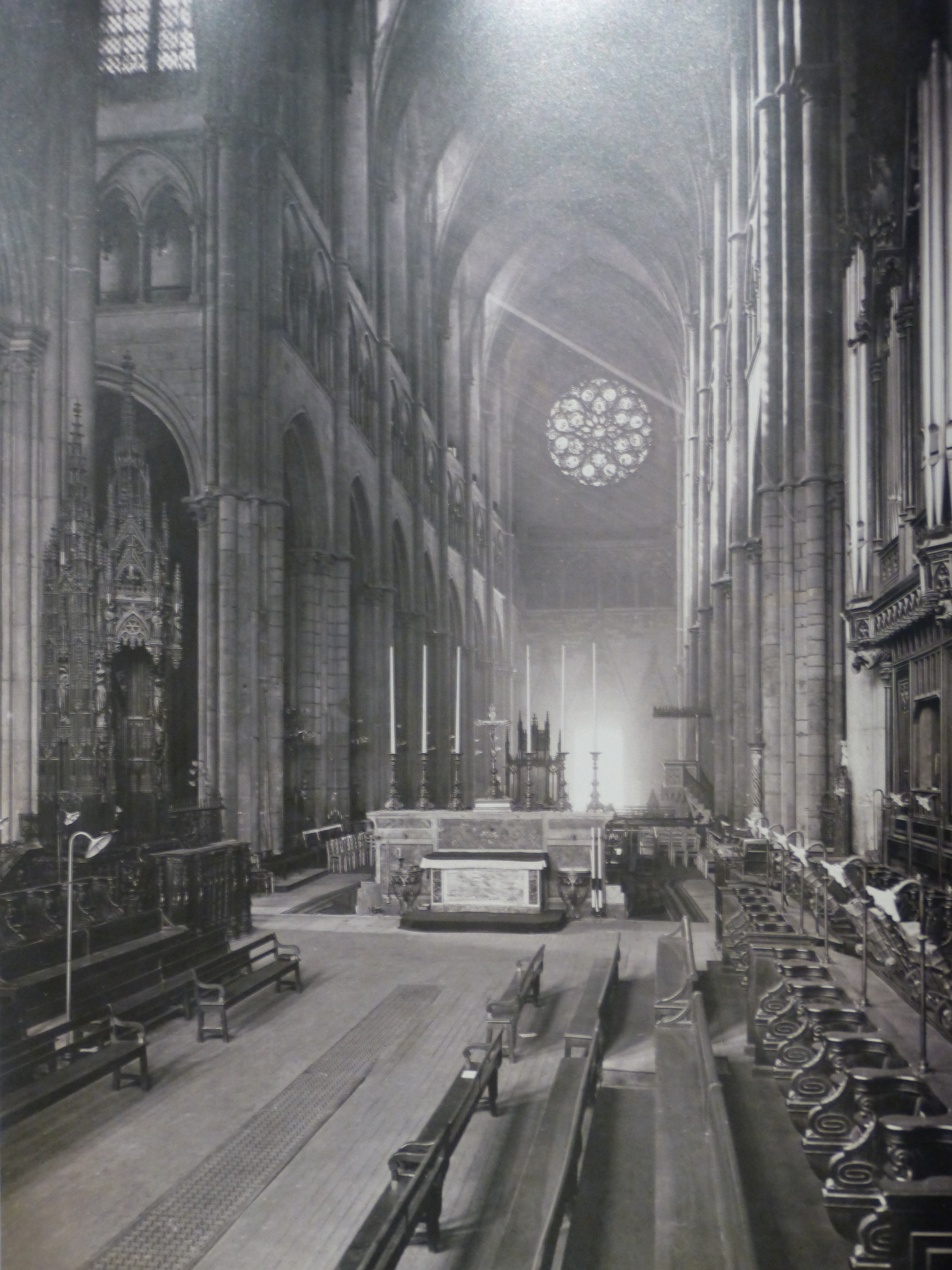
Il coro e l'altare maggiore della cattedrale primaziale di Lione alla fine del XIX secolo

### Rito di Lione
Il rito lionese, di ascendenza romano-gallicana, si è conservato come liturgia particolare fino alla riforma di papa Paolo VI e continua a essere celebrato a Lione, sede del Primate delle Gallie, in circostanze particolari. Alcuni suoi dettagli si manifestano, oltre che nell'architettura delle chiese storiche dell'arcidiocesi, nelle celebrazioni tenute nella cattedrale primaziale di San Giovanni. Esso è inoltre regolarmente celebrato, con cadenza settimanale, in due chiese di Lione gestite da gruppi di cattolici tradizionalisti in comunione con la chiesa cattolica, ossia la collegiata di San Giusto e la chiesa di San Giorgio, che ne hanno occasionalmente impiegata persino la forma solenne.
L'ormai grande vicinanza al rito romano di quest'unico superstite dei riti romano-gallicani è tale, che esso è a volte definito un "uso locale del rito romano", al pari del rito di Braga, e non un "rito non-romano" quali sarebbero invece i riti mozarabico o ambrosiano. La Pontificia commissione "Ecclesia Dei" nel 2018, interrogata in proposito da un sacerdote polacco della diocesi di Zielona Góra-Gorzów, non ha smentito né corretto questa interpretazione.

### Rito di Parigi

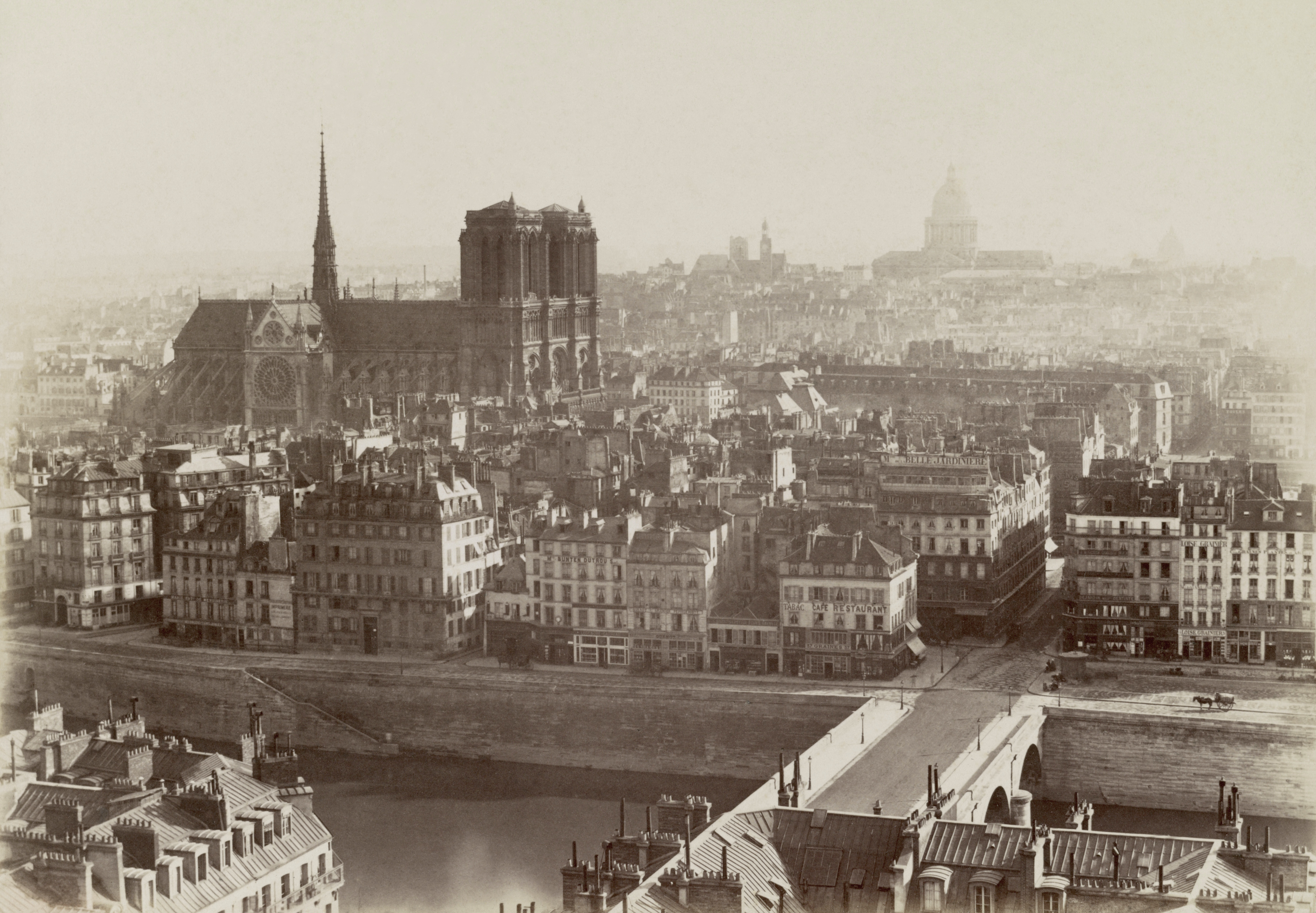
Parigi con la sua cattedrale come apparivano negli anni '60 del XIX secolo.

Variante del rito romano-gallicano impiegata nell'(arci)diocesi di Parigi fino al XIX secolo; a cavallo tra il XIII e il XIV secolo vi fu un tentativo, da parte di Carlo II d'Angiò, d'introdurne l'uso anche nella basilica di San Nicola di Bari. Sebbene il vescovo di Parigi Pierre de Gondi venisse sollecitato ad adottare il breviario romano che il re Enrico III aveva introdotto nella sua cappella regia, capitolo di Parigi, che s'appoggiava alla bolla Quo primum di papa Pio V, si impose per mantenere i riti propri della diocesi. Il vescovo fece quindi correggere il breviario in qualche punto e pubblicò nel 1584 il Breviarium insignis Ecclesiae Parisiensis restitutum ac emendatum, seguito da un messale nel 1585.
Desideroso di continuare l'opera di perfezionamento iniziata dai suoi predecessori e pressato inoltre dalla necessità di far ristampare i libri della sua diocesi, l'arcivescovo di Parigi Charles de Vintimille promulgò il Breviarium parisiense (1736) e il Missale parisiense (1738), i quali ebbero larga eco nelle diocesi francesi. Nel corso del XIX secolo nell'arcidiocesi fu (ri)adottato il rito romano in tutti i suoi aspetti. Il breviario parigino distribuiva il salterio su tutte le ore canoniche della settimana e cantava nove lezioni a mattutino, giusta l'impostazione che avrebbe adottato papa Pio X per la riforma del breviario romano del 1911.
L'impiego dell'"antico" rito parigino, considerato già allora un fatto eccezionale e una reviviscenza di un uso passato, avvenne a Notre-Dame il 28 maggio 1964, poco prima della grande riforma liturgica conciliare del Vaticano II, nel contesto delle celebrazioni per l'ottavo centenario della cattedrale.

### Rito di Rouen
L'arcidiocesi di Rouen, al cui arcivescovo spetta il titolo di Primate di Normandia, era stata fra le principali promotrici della romanizzazione carolingia dei riti gallicani. Nel 1729 il capitolo della cattedrale accolse una riforma del breviario che introduceva elementi neo-gallicani, come ad esempio l'obbligo di salmodiare a memoria gli uffici divini (era fatto divieto persino di portare libri liturgici nel coro). Questi elementi di gallicanesimo, più che di rito gallicano, sparirono nel corso del secolo seguente, sostituiti dall'uso romano.

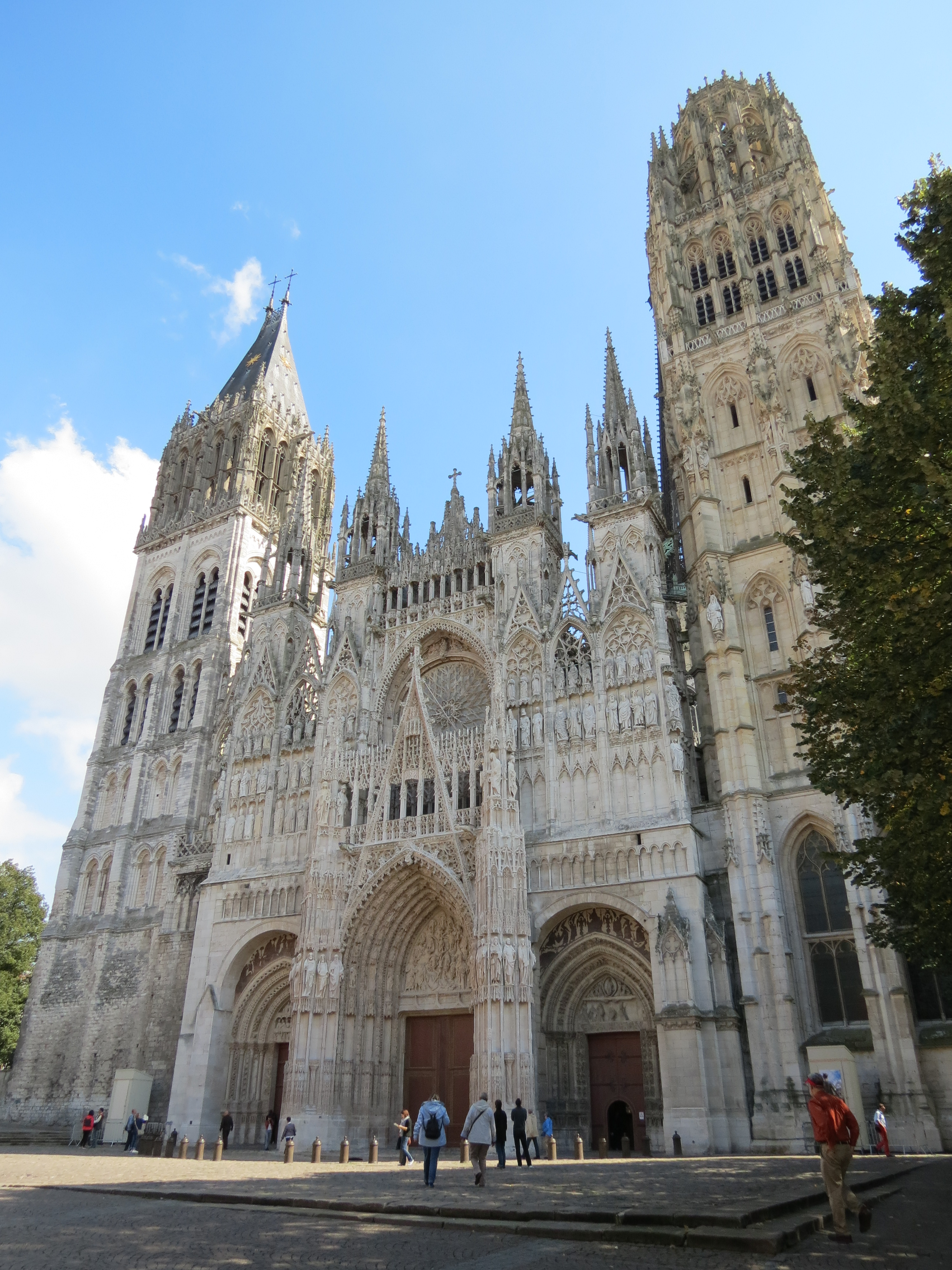
La cattedrale di Rouen, ove, per lunghi periodi, furono in uso liturgie gallicane e neo-gallicane.

### Rito di Versailles
Il rito di Versailles è una forma romanizzata del rito gallicano. Nella messa è recitato il canone romano. Si distingue per il fasto delle cerimonie e il numero dei ministri celebranti nelle messe solenni.